# Tuck Everlasting
Tuck Everlasting es una novela infantil fantástica escrita por Natalie Babbitt, publicada por primera vez en 1975. El libro explora el concepto de inmortalidad y las razones por las cuales ésta podría no ser tan beneficiosa como parecería a simple vista.

## Personajes Principales
- Winnie Foster
- Mae Tuck
- Angus Tuck
- Miles Tuck
- Jesse Tuck

## Sinopsis
La novela transcurre hacia 1880 en la ciudad imaginaria de Treegap. Ochenta y siete años antes, una familia de cuatro miembros conocida como los Tuck (y su caballo) se volvieron inmortales al beber de un manantial oculto en una zona boscosa. Cuando la historia empieza, la familia de Winnie Foster, de diez años, es propietaria del bosque, y ella descubre al joven de diecisiete años (en realidad de 104) Jesse Tuck bebiendo del manantial. Winnie es entonces secuestrada por la familia Tuck, que intenta convencerla para que nunca beba del manantial, porque han descubierto que la inmortalidad es una maldición. Le explica que tienen que vivir ocultándose y trasladarse de lugar continuamente porque la gente empieza a creer que son brujos, y es evidente que están cansados de vivir. Miles Tuck, de veintidós años (pero en realidad 109) ha perdido a su esposa y sus hijos, que huyeron al ver cómo él no envejecía. Durante casi un siglo los Tuck han mantenido el secreto del manantial en secreto, al comprender lo peligroso que sería que el mundo lo descubriera.
Los Tuck prometen devolver a Winnie a su hogar al día siguiente, para tener tiempo de convencerla de que nunca beba del manantial ni hable de él a nadie. A Winnie le empieza a gustar el modo de vida relajado de ellos, y se enamora de Jesse. No está segura de creer su historia. Jesse intenta convencerla de que beba de la fuente cuando cumpla los diecisiete, con la esperanza de casarse con ella algún día. Sin embargo, Angus, el padre de Jesse la previene sobre beber el agua mágica, explicando que la inmortalidad es una maldición que perturba el ciclo natural de la vida. Tal como él dice: "es algo que no descubres hasta más tarde".
Un hombre vestido con un traje amarillo, que había conocido hacía poco a Winnie, ve cómo los Tuck la secuestran. Él ha sabido de los poderes de inmortalidad del manantial, a través de la exmujer de Miles, y compra el bosque a la familia de Winnie a cambio de mostrar a la policía dónde está ella. El hombre se adelanta a caballo al agente de policía y, para horror de los Tuck, les anuncia que pretende ganar dinero vendiendo el agua mágica. El hombre agarra a Winnie e intenta llevársela. Para evitar que obligue a Winnie a beber del manantial, y para evitar que corra la voz sobre el manantial, Mae, la esposa de Angus, asesta un golpe en la cabeza al hombre en el momento en que llega el agente de policía. El hombre muere al poco tiempo sin recobrar el sentido
Winnie evita que los Tuck sean acusados de secuestro al afirmar que fue con ellos por su propia voluntad. Pero Mae es encerrada en la cárcel local. Se cree que será ahorcada por asesinato, lo que haría que todos supieran de su inmortalidad. Los Tuck la rescatan de la celda, y Winnie, que quiere hacer algo importante por el mundo, ocupa el lugar de Mae en el camastro de la celda, para ganar tiempo para que los Tuck huyan.
Antes de liberar a su madre de la cárcel, Jesse le dice a Winnie que regrese al manantial y beba del agual y que cuando sea seguro el volverá.
Winnie regresa al manantial y se pone a revolver el agua y a pensar si la bebe o no.
Años más tarde Jesse regresa a la casa de Winnie y encuentra su lápida donde dice que se casó, tuvo hijos y vivió 100 años.

## Adaptaciones
La novela ha sido adaptada al cine en dos ocasiones. La primera fue una producción independiente estrenada en 1981. La segunda fue una producción Disney estrenada en 2002.
- Datos: Q2920661